# Ablávio (cônsul)

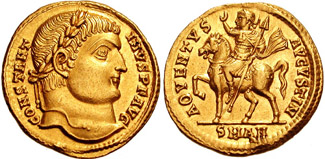
Soldo de Constantino r.

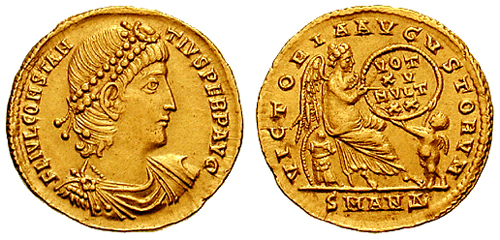
Soldo de r.

Flávio Ablávio (Flavius Ablavius; m. 337/338) foi um oficial romano de origem grega do século IV ativo durante o reinado do imperador Constantino (r. 306–337).

## Vida
Ablávio foi mencionado em algumas inscrições. Era nativo de Creta e tinha origem humilde. Libânio registrou em sua oração XLII.23 a profecia segundo a qual sua mãe quase deu à luz um imperador. O documento também cita que ele tornou-se oficial do governador da ilha. Foi para Constantinopla, onde adquiriu fortuna e influência sobre Constantino; tornou-se importante membro do senado. Mais tarde tornar-se-ia vigário da Ásia e apoiou a petição (datada de 324/326) do povo de Orcisto ao estatuto de cividade e recebeu carta de Constantino (de datação desconhecida) que menciona sua intervenção no caso; na carta é endereçado como "caríssimo nobre" e "caríssimo e agradabilíssimo nobre".
Durante o período entre 329 e 337, Ablávio ocupou a posição de prefeito pretoriano e seu ofício foi registrado em grande quantidade de leis preservadas no Código de Teodósio em alguns papiros e nas crônicas de Amiano Marcelino, Zósimo e Paládio da Galácia. É possível que ainda em 329 ocupou essa posição na Itália junto de Constâncio César e então dirigiu-se ao oriente em 330, talvez por ocasião da dedicação de Constantinopla em 11 de maio. Ele permaneceu na corte até 335/336, quando provavelmente acompanhou Constâncio ao oriente, onde permaneceu na posição até sua queda e morte pouco depois.
Em 331, tornou-se cônsul posterior com Júnio Ânio Basso. Em 336, ordenou inscrição grega cravada num pedestal de uma estátua representando-o em Antioquia, onde Ablávio é nomeado ao lado dos senadores Lúcio Pápio Pacaciano, Valério Félix, Ânio Tiberiano e Nestório Timoniano. Ablávio também inspirou o golpe que causou a queda do filósofo pagão Sópatro. Constantino colocou seu filho Constâncio sob os cuidados de Ablávio, mas após ele tornar-se imperador em 337 Ablávio foi demitido. Ablávio partiu para suas propriedades na Bitínia, mas ao surgir suspeitas de que ambicionava o trono, foi ludibriado para que se complicasse num complô contra Constâncio e foi executado no final de 337 ou começo de 338.
Ablávio era pai de Olímpia e talvez Seleuco e era avô de Olímpia. Era dono de propriedades na Bitínia e uma casa em Constantinopla que mais tarde pertenceu à imperatriz Gala Placídia (r. 421). Era cristão e autor de versos sobre Constantino, talvez um epigrama. Alguns associam-no ao historiador homônimo.